# Daniel Cardoso
Daniel Cardoso, né le 6 octobre 1988, est un footballeur international sud-africain. Il évolue actuellement à Kaizer Chiefs comme défenseur central.

## Biographie

### En club

#### Free State Stars
Il commence sa carrière professionnelle sous les couleurs de Free State Stars en 2012. Il joue son premier match le 4 août lors des quarts de finale du MTN 8 (en) face à Supersport United (défaite 2-1). Il fait ses débuts en Absa Premiership une semaine plus tard à l'occasion d'un victoire 2-0 contre Bidvest Wits. Le 3 avril 2013, il marque son premier but professionnel lors d'une défaite 2-1 face à Mamelodi Sundowns. Sa première saison est une réussite puisqu'il est titularisé à de nombreuses reprises. 
Sa deuxième saison est plus compliquée puisqu'il ne prend part qu'à 13 rencontres et le club évite les playoffs de relégation de justesse. Il démarre sa troisième saison blessé et revient en octobre 2014. 

#### Kaizer Chiefs
Le 31 mai 2015, il s'engage avec Kaizer Chiefs. Pour sa première saison au club, il apparaît très peu de fois sur la feuille de match et ne participe qu'à seulement quatre rencontres. La première a lieu le 20 février 2016, contre Supersport United (victoire 2-1). Il acquiert plus de temps de jeu lors de sa deuxième saison et marque son premier but le 25 février 2017 face à l'Ajax Cape Town (1-1).
À partir de la saison 2017-2018, il devient un titulaire important de l'effectif. Le 15 décembre 2018, il dispute son premier match en Coupe de la confédération face aux Malgaches d'Elgeco Plus (victoire 3-0). Lors de cette même saison, il atteint la finale de la Coupe d'Afrique du Sud et s'incline 1-0 face à TS Galaxy.

### En sélection
Il honore sa première sélection avec l'Afrique du Sud le 25 mars 2015, lors d'un match amical face à l'Eswatini (victoire 3-1). Le 24 mars 2018, il dispute son deuxième et dernier match en date sous le maillot de la sélection, en amical contre la Zambie (victoire 2-0).
Il fait partie des 23 joueurs sud-africains sélectionnés pour la Coupe d'Afrique des nations 2019 mais n'entre pas en jeu.

### Palmarès

#### Kaizer Chiefs
- Coupe d'Afrique du Sud
  - Finaliste : 2018-2019